# Lyla (canción)
«Lyla» es una canción escrita por Noel Gallagher, el guitarrista de la banda de rock británica Oasis. Fue el primer sencillo del sexto álbum de la banda, Don’t Believe The Truth y fue lanzado a comienzos de mayo de 2005.
Se considera a «Lyla» como el gran regreso de la banda de los hermanos Gallagher. fue una de las canciones preferidas de sus fanes, que siempre era tocada en vivo en las giras de la banda. Noel declaró que la canción es «lo más pop» que han hecho desde «Roll With It» y que Lyla es la hermana de Sally de «Don't Look Back in Anger» y de «Sally Cinnamon» de Stone Roses
Consiguió llegar hasta el puesto N.º 1 en el UK Singles Chart, y alcanzó el puesto N.º 2 en Italia y sorprendentemente, también tuvo gran éxito en los Estados Unidos.

## Lista de canciones
Sencillo en CD (RKIDSCD 29)

| N.º   | Título               | Duración |  |
| 1.    | «Lyla»               | 5:12     |  |
| 2.    | «Eyeball Tickler»    | 2:47     |  |
| 3.    | «Won't Let You Down» | 2:48     |  |
| 10:47 |                      |          |  |

Sencillo en DVD (RKIDSDVD29)

| N.º   | Título                              | Duración |  |
| 1.    | «Lyla»                              | 5:12     |  |
| 2.    | «Lyla» (Demo)                       | 5:30     |  |
| 3.    | «Can You See It Now?» (Documentary) | 9:23     |  |
| 20:05 |                                     |          |  |

Vinilo de 7" (RKID 27), Sencillo en CD cardsleeve (HES 675920 1)

| N.º  | Título            | Duración |  |
| 1.   | «Lyla»            | 5:12     |  |
| 2.   | «Eyeball Tickler» | 2:47     |  |
| 7:59 |                   |          |  |

Vinilo promocional de 12" (RIKID29TP), CD promocional Brasil (900367)

| N.º  | Título | Duración |  |
| 1.   | «Lyla» | 5:12     |  |
| 5:12 |        |          |  |

CD promocional (RKIDSCD29P)

| N.º  | Título                 | Duración |  |
| 1.   | «Lyla» (Radio Edit)    | 4:14     |  |
| 2.   | «Lyla» (Álbum Versión) | 5:10     |  |
| 9:24 |                        |          |  |

CD promocional Japón (EDCI-80165)

| N.º  | Título              | Duración |  |
| 1.   | «Lyla» (Radio Edit) | 4:14     |  |
| 4:14 |                     |          |  |

Betacam promocional (none)

| N.º  | Título               | Duración |  |
| 1.   | «Lyla» (Music Video) | 4:16     |  |
| 4:16 |                      |          |  |

## Personal
- Liam Gallagher: voz principal y coros.
- Noel Gallagher: guitarra principal, guitarra acústica y coros.
- Gem Archer: guitarra rítmica y piano
- Andy Bell: bajo
- Zak Starkey: batería